# Бислама
Бислама (Bislama или Bichelamar) е креолски език, говорен от около 128 000 души във Вануату и Нова Каледония. Повече от 95% от думите в бислама са с английски произход.